# Cerodontha alpina
Cerodontha alpina är en tvåvingeart som beskrevs av Nowakowski 1967. Cerodontha alpina ingår i släktet Cerodontha och familjen minerarflugor. Inga underarter finns listade i Catalogue of Life.